# Боби Фулър
Боби Фулър (на английски: Bobby Fuller) е американски рок-музикант и певец.

## Биография
Роден е в Тексас, средният от трима братя. Семейството му се мести в Солт Лейк Сити, Юта и остава там до 1956 г., след което се заселва в Ел Пасо, Тексас. Той се възхищава на новите звезди Елвис Пресли и Бъди Холи и създава своя собствена група през 1962 г., наречена „The Bobby Fuller Four“, в която участва и брат му Ренди. През 1964 г. групата се мести в Лос Анджелис.
Най-известните му песни са „Let Her Dance“ и „I Fought the Law“. Само месеци след като излиза „I Fought the Law“ и влиза в първата десетка на класациите, Боби Фулър е намерен мъртъв в колата си, паркирана пред апартамента му. Неговата смърт е обявена за самоубийство, но след нейното отразяване в един от епизодите на „Unsolved Mysteries“ е променена на нещастен случай. Подробностите и детайлите остават неизяснени и до днес.